# Briljantin (film)
Briljantin (engl. Grease) je američka romantična komedija u vidu mjuzikla, produkcijske kuće Paramaunt Pikčers u režiji Rendala Klajzera. Film je adaptacija istoimenog mjuzikla Vorena Kejsija i Džima Džejkobsa iz 1971. godine. U glavnim ulogama pojavljuju se Džon Travolta i Olivija Njutn-Džon. Trajanje filma je 110 minuta.
Film je premijerno prikazan u Njujorku, 16. juna 1978. godine. „Briljantin” je postigao izuzetan uspeh, kako kod kritike, tako i finansijski i proglašen je za najprofitabilniji film godine.. Kao i mnogi filmovi koji su ušli u anale svetske kinematografije i ovaj film je na početku dobio brojne negativne i pozitivne kritike. Zaradio je oko 400 miliona dolara od bioskopskih ulaznica i jedan je od filmskih mjuzikla sa najvećom zaradom. U Sjedinjenim Američkim Državama film i dalje važi za najprofitabilniji mjuzikl svih vremena. „Briljantin” je bio nominovan za Oskara za najbolju originalnu pesmu.
Nastavak ovog mjuzikla, Briljantin 2, snimljen je 1982. godine i u njemu je iste uloge glumilo samo nekoliko članova prvobitne postave iz 1978. godine. Glavne uloge u ovom filmu igraju Mišel Fajfer i Maksvel Kolfild.

## O filmu
Tokom realizacije „Briljantina” očekivanja ekipe nisu bila velika. Očekivao se da će imati dobru gledanost među tinejdžerima, ali niko nije očekivao da će postati holivudski klasik i da će za njega decenijama vladati veliko interesovanje u celom svetu i to kod publike svih uzrasta. Film je snimljen je za dva meseca u Los Anđelesu i koštao je šest miliona dolara.
Režiser Rendal Klajzer je za glavne uloge izabrao u to vreme već poznate glumce. Džon Travolta je tada iza sebe već imao hit „Groznica subotnje večeri”, a Olivija Njutn Džon je bila zvezda. Oliviju Njutn Džon su za glavnu glumicu želeli i režiser i Travolta, međutim ona je prvobitno oklevala, jer je starija od Travolte pet godina i smatrala se „suviše starom” da glumi njegovu devojku. Posle prvog probnog snimanja glumica se ipak predomislila.

## Radnja filma
U leto 1958. godine devojka Sendi Olson (Olivija Njutn-Džon), tokom godišnjeg odmora, upoznaje na plaži mladića iz kraja, Denija Zuka (Džon Travolta) i ubrzo nakon toga se između njih dvoje rađa ljubav. Kako se leto bliži kraju, Sendi počinje da brine o svom povratku u Australiju i o tome da nikada više neće videti Denija, ali je on uverava da je to za njih samo početak.
Prvog dana njihove završne godine u srednjoj školi „Ridel” Deni, vođa briljantinske bande poznate pod imenom T-Birds (T-ptice), sastaje se sa ostalim članovima, Kenikijem (drugi glavni član bande i Denijev najbolji prijatelj), Sonijem, Dudijem i Pacijem, sa kojima prepričava događaje tokom leta. Deni priča kako je upoznao jednu devojku i mladići se zajedno šale o tom događaju. U međuvremenu, Sendi se upisuje u „Ridel”, posle iznenadnih promena u planovima njenih roditelja, ne znajući pri tome da Deni ide u istu školu. Istovremeno ni Deni ne zna da je ona tu. Sendi upoznaje Frenči, članicu devojačke grupe Ružičaste dame (engl. Pink Ladies), ženske verzije T-Ptica. Frenči upoznaje Sendi sa ostalim članicama Rozih dama, Beti Rizo, predvodnicom grupe, Janom i Marti Marašino. Rizo (Stokard Čening) zaključuje da Sendi izgleda „previše fino da bi se uklopila u njihovu grupu”.
Za vreme ručka Sendi devojkama priča kako je tokom leta upoznala divnog momka u kog se zaljubila. (pesma „Letnje noći”, engl. Summer Nights). Nakon što je Rizo otkrila da je u pitanju Deni Zuko, njen bivši momak, ona na lukav način organizuje iznenađenje za Sendi, susret sa Denijem na skupu srednjoškolaca. Uprkos uzbuđenju što je vidi, Deni reaguje ravnodušno, trudeći se da zadrži reputaciju „kul momka” i Sendi odlazi sa gnušanjem. Kako bi je oraspoložila, Frenči poziva Sendi da dođe kod nje kući i pridruži se ostalim devojkama na pidžama-žurki. Grupa T-Birds upada na žurku i Rizo odlazi sa Kenikijem. Kasnije njihov ljubavni sastanak remeti Leo, vođa suparničke briljantinske bande Škorpioni, iz druge srednje škole. On uništava Kenikijev automobil, vređa prisutne i odlazi.
Nakon što su T-Birds pomogli da se popravi Kenikijev automobil, Deni pita Ridelovog trenera, Kalhuna, da mu pomogne da pronađe sport kojim bi zadivio Sendi, koja je odnedavno u vezi sa jednim od fudbalera iz škole. Isprobavajući mnoge sportove, on konačno otkriva da je dobar u atletici i na taj način ponovo osvaja Sendi. Oni odlaze na sastanak u Ledenu palatu (engl. Frost Palace), lokalno mesto za izlazak. Na sastanak upadaju Ružičaste dame i T-ptice koji se postepeno ujedinjuju. Keniki i Rizo počinju da se svađaju i grupe se razdvajaju, ostavljajući Frenči samu da razmišlja o svom ispisivanju iz srednje škole, kako bi se upisala u školu za negu lepote.
Nekoliko nedelja kasnije došlo je vreme za školsku igranku. Igranka Srednje škole „Ridel” izabrana je za prenos uživo na televiziji. Rizo i Keniki pokušavaju da nadmaše jedno drugo, dovodeći Lea i njegovu povremenu devojku Ča-Ča, dok Deni i Sendi odlaze zajedno. U završnom plesu , Deni i Ča-ča, koji su takođe nekada bili u vezi, nastupaju zajedno i osvajaju nacionalnu titulu, čime je Sendi povređena i odlazi sa igranke.
Nakon par dana Deni izvodi Sendi u lokalni bioskop i poklanja joj svoj maturantski prsten, kao znak izvinjenja i potom izgovara nekoliko pogrešnih reči, zbog kojih ona ponovo odlazi. Deni peva pesmu o svojoj ljubavi prema Sendi. U snek-baru Rizo u poverenju govori Marti kako misli da je trudna. Ova vest se brzo pročula i stigla do Kenikija koji je potencijalni otac. On pokušava da popravi situaciju, govoreći Rizo kako ne beži od svojih grešaka. Uvređena onim što je rekao, Rizo mu kaže da je otac deteta neko drugi. Sendi joj tada nudi podršku i njih dve napokon postaju prijateljice.
Keniki ugovara auto trku između njega i Lea u kojoj, prema dogovoru, pobednik osvaja gubitnikov automobil. Pre početka Paci slučajno onesvešćuje Kenikija kada ga, otvorivši vrata automobila, udari u glavu. Shvativši da u takvom stanju neće moći da se trka, Keniki moli Denija da to učini umesto njega. Sendi posmatra trku iz daljine. Deni pobeđuje u trci, ali ne može da proslavi bez Sendi. Sendi shvata da ga ipak voli i odlučuje da se promeni kako bi bila sa Denijem i traži pomoć od Frenči.
Na kraju školske godine u školi se organizuje maturantski karneval. Rizo i Keniki su ponovo zajedno, pošto ona otkriva da ipak nije trudna. On je prosi i ovog puta ona pristaje. Deni dolazi odeven u džemper sa obeležjem koledža, koji je osvojio na atletskom takmičenju. Sendi se pojavljuje u uskoj crnoj odeći, ostavljajući sve bez daha. Sada kada je postigla imidž „loše devojke”, ona i Deni zajedno plešu do kraja karnevala, izjavljujući jedno drugom ljubav. Posle toga sledi završna scena: Sendi i Deni sedaju u automobil Briljantinsku munju, koja uzleće dok ostali pevaju („Odlazimo zajedno”, engl. We Go Together). Sendi i Deni se okreću da mahnu svojim prijateljima, polako se uzdižući u nebo.

## Uloge
| Glumac             | Uloga                                |
|                    | Glavne uloge                         |
| ------------------ | ------------------------------------ |
| Džon Travolta      | Deni Zuko                            |
| Olivija Njutn-Džon | Sendi Olson                          |
|                    | T-ptice                              |
| Džef Konavej       | Kaniki                               |
| Beri Perl          | Dudi                                 |
| Majkl Tući         | Sani la Tieri                        |
| Keli Vord          | Rodžer Paci                          |
|                    | Ružičaste dame                       |
| Stokard Čening     | Beti Rizo                            |
| Didi Kon           | Frenči                               |
| Džejmi Doneli      | Džen                                 |
| Dina Menof         | Marti Marašino                       |
|                    | Učenici                              |
| Edi Dizen          | Judžin Felsnik                       |
| Suzan Bakner       | Peti Simkoks                         |
| Lorenco Lamas      | Tom Čisum                            |
| Denis C. Stjuart   | Balmudo                              |
| Anet Čarls         | Čarlen „Ča-Ča” di Gregorio           |
|                    | Školsko osoblje                      |
| Iv Arden           | direktor Mek Gi                      |
| Dodi Gudman        | Blanš Hodel                          |
| Sid Cezar          | trener Kalhun                        |
| Elis Gostli        | gospođa Mardok                       |
| Darel Cverling     | gospodin Linč                        |
| Dik Peterson       | gospodin Rudi                        |
| Feni Fleg          | sestra Vilkins                       |
|                    | Ostali                               |
| Džoan Blondel      | Viola „Vi”                           |
| Elen Travolta      | konobarica                           |
| Frenki Evalon      | tinejdžerski anđeo (engl. )          |
| Ed Birns           | Vins Fontejn                         |
| Ša-Na-Na           | bend Džoni Kasino i Kockari (engl. ) |

## Nagrade i nominacije
- Godine 1978. film „Briljantin” je nominovan u nekoliko kategorija za nagradu Zlatni Globus
  - Sam film je nominovan za nagradu Zlatni Globus za najbolji igrani film (mjuzikl ili komedija)
  - Olivija Njutn Džon nominovana je za Zlatni Globus za najbolju glavnu glumicu u igranom filmu (mjuzikl ili komedija)
  - Džon Travolta nominovan je za Zlatni globus za najboljeg glavnog glumica u igranom filmu (mjuzikl ili komedija)
  - Pesme iz filma „Grace” i „Youre The One I Want” nominovane su za Zlatni globus za najbolju originalnu pesmu.
- Godine 1979. film je osvojio nekoliko nagrada:
  - Nemačku nagradu Goldene Leinwand (Zlatni ekran)
  - Američku nagradu People's Choice Award (Nagrada publike) film je dobio u kategorijama „Omiljeni muzički film” i „Omiljeni film uopšte”, a Olivija Njutn Džon u kategoriji „Omiljena glumica”
  - Iste godine pesma „” nominovana je za Oskara za najbolju originalnu pesmu
- Godine 2006. film je dobio nagradu Satelit u kategoriji „Najbolji klasik na DVD-u”
- Godine 2008. pesma „” nominovana je za američku nagradu TV Land Award u kategoriji „Movie Dance Sequence You Reenacted in Your Living Room” („Filmska plesna scena koju ste presnimili u svojoj dnevnoj sobi”)

U projektu 100 година АФИ-ја film se nalazi u nekoliko kategorija:
- U kategoriji 100 godina AFI-ja... 100 ljubavnih priča film nalazi se na 97. mestu
- U kategoriji 100 godina AFI-ja... 100 pesama pesma „Summer Nights” nalazi se na 70. mestu
- U kategoriji AFI-jevi najbolji filmski mjuzikli film se nalazi na 20. mestu

## Album sa muzikom iz filma
Iste godine kada je snimljen „Briljantin” objavljen je i muzički album sa numerama iz ovog filma. Album je na prestižnoj listi Bilbord 200 za 1978. godinu zauzeo 2. mesto. Neke pesme iz „Briljantina” kao što su „You're The One I Want”, „Hopelessly Devoted to You”, „Summer Nights” i „Greased Lightnin” postali su hitovi na muzičkim top-listama.
Džon Travolta i Olivija Njutn Džon u filmu su zajedno otpevali pesmu „You're the One That I Want”, koja je postala veliki hit i u svetu je prodata u desetinama miliona primeraka. Godine 2012. ovaj filmski par pevao je zajedno, prvi put posle filma „Briljantin”, na božićnom albumu snimljenom u znak sećanja na glumčevog sina Džeta, koji je umro 2009. godine. Album je snimljen za fondaciju „Džet Travolta” i fondaciju za borbu protiv raka Olivije Njutn Džon u Melburnu, i na njemu se našla i jedna pesma Džona Farara, autora numere „You're the One That I Want”.

### Numere na albumu
1. – Deni, Sendi, „Ružičaste dame” i „T-Ptice”
2. –  bend
3. – Beti Rizo i „Ružičaste dame”
4. – Sendi
5. – Deni i „T-Ptice”
6. – Tinejdžerski anđeo i bend „Ženski anđeli” (engl. Female Angels)
7. – „Džoni Kasino i Kockari” (Deni peva sam na ekranu)
8. – „Džoni Kasino i Kockari”
9. – „Džoni Kasino i Kockari”
10. – „Džoni Kasino i Kockari”
11. – „Džoni Kasino i Kockari”
12. – Deni
13. – Beti Rizo
14. – Sendi
15. (instrumental)